# Чун-цзун (император Западного Ся)
Чун-цзун (кит. упр. 崇宗, пиньинь Chongzong), личное имя Ли Цяньшунь (кит. упр. 李乾順, пиньинь Lǐ Qiánshùn) — четвёртый император Западного Ся (1086—1139).
Стал править в трёхлетнем возрасте, после смерти своего отца императора Хуэй-цзуна. Его регентом была объявлена его мать, а фактическая власть оказалась в руках дяди Лян Ибу. В 1094 году Лян Ибу и его представители его семью были убиты в результате заговора устроенного представителями дома Вэймин. Опека над 11-летним императором перешла им. В 1099 году умерла мать Цяньшуня.
В период правления Цяньшуня была усовершенствована система образования и государственного устройства. В 1101 году по приказу императора была создана государственная школа, в которой обучали истории, китайскому языку и литературе. В 1112 году был издан указ, позволяющий привлекать на государственную службу людей не по наследственному признаку, а по их способностям.
В 1119 году завершился период войн с Северной Сун.
Умер Цяньшунь «в четвёртый день шестого месяца 1139 года».